# Colibri adèle
Oreotrochilus adela
Espèce
Statut de conservation UICN

 NT  : Quasi menacé
Statut CITES
Le Colibri adèle (Oreotrochilus adela) est une espèce de colibris de la sous-famille des Lesbiinae et de la tribu des Lesbiini.

## Distribution
Le Colibri adèle est présent en Bolivie et dans le nord de l'Argentine.

Carte de répartition de l'espèce

## Source
(en) « Neotropical Birds Online », Cornell Lab of Ornithology, 28 août 2011